# Гільєрмо Маріпан
Гільєрмо Маріпан (ісп. Guillermo Maripán, нар. 6 травня 1994, Вітакура, Сантьяго) — чилійський футболіст, захисник, фланговий півзахисник італійського клубу «Торіно».
Виступав, зокрема, за клуб «Універсідад Католіка», а також національну збірну Чилі.

## Клубна кар'єра
Народився 6 травня 1994 року в муніципалітеті Вітакура міста Сантьяго. Вихованець футбольної школи клубу «Універсідад Католіка». Дорослу футбольну кар'єру розпочав 2012 року в основній команді того ж клубу, в якій провів п'ять сезонів, взявши участь у 59 матчах чемпіонату. 
До складу клубу «Алавес» приєднався 2017 року. Відіграв за баскський клуб 43 матчі в національному чемпіонаті Іспанії.
В серпні 2019 року Гільєрмо Маріпан став футболістом «Монако».

## Виступи за збірну
У 2017 році дебютував в офіційних матчах у складі національної збірної Чилі. У складі збірної брав участь у Кубку Америки 2019.

## Титули і досягнення
- Чемпіон Чилі: 2015-16К, 2016-17А
- Володар суперкубка Чилі: 2016